# Карельская медвежья собака
Каре́льская медве́жья соба́ка, или каре́льская медве́жья ла́йка (фин. karjalankarhukoira), — северная розыскная охотничья порода собак, разновидность шпица. Издревле использовалась для охоты на крупных зверей — медведей, лосей, кабанов. Карельская медвежья собака вынослива и неприхотлива с сильно выраженным охотничьим и ориентировочным инстинктом.

## История породы
Карельская медвежья собака была выведена в Финляндии в конце XIX — начале XX века. Упоминания об этой собаке также встречаются в карельском фольклоре. Предки карельских лаек попали на территорию современной Карелии и Финляндии ещё до активного прихода человека на эти земли.
Методичное разведение этой породы началось в 1936 году. Впервые карельская медвежья лайка была представлена на выставке в Финляндии в мае этого же года; тогда и было утверждено название породы. Однако Советско-финская война нанесла большой удар по породе. К концу Второй мировой войны из Карелии было вывезено всего 60 собак, 43 из них далее использовались в разведении. Стандарт был создан в 1945 году, а первые собаки были зарегистрированы в 1946 году. После этого порода стала набирать популярность. Так, много собак было вывезено в Швейцарию, Англию, Швецию и Норвегию. Однако самая большая численность собак продолжает оставаться на исторической родине в Финляндии, где она уже давно не считается редкой. Охотники всего мира признали преимущества этой породы, и сейчас карельская медвежья собака — самая распространенная среди всех охотничьих лаек.

## Стандарт породы
Внешне собака похожа на русско-европейскую лайку. Карельская медвежья собака среднего размера, с чуть удлиненным корпусом, крепкая, но не тяжелая, с хорошо развитым костяком. Шерсть густая, прямая, подшерсток мягкий и плотный. Окрас чёрный, с коричневатым или матовым оттенком. Желательны белые отметины на голове, шее, груди (спереди и снизу), конечностях и конце хвоста. Голова имеет форму тупого клина. Глаза небольшие, немного овальные, темно-коричневого цвета. Взгляд бдительный и пронзительный. Уши стоячие, среднего размера, острые концы направлены несколько в стороны. Тело мускулистое, спина крепкая. Идеальная высота в холке кобелей составляет 57 см, сук — 52 см, допускается отклонение ± 3 см. Вес — 25—28 кг и 17—20 кг у кобелей и сук соответственно.

## Темперамент
Карельская медвежья собака отличается большой злостью по отношению к добыче, что распространяется и на мелких домашних животных. Также часто может проявлять агрессию по отношению к своим сородичам. Поэтому ей, как и любой собаке, необходимы социализация и воспитание с раннего возраста, в этом случае она сможет мирно сосуществовать и с другими животными. С посторонними людьми предпочитает держать некоторую дистанцию, достаточно осторожна, но никогда не агрессивна. Из-за недопустимости агрессии к человеку карельская медвежья собака не может быть использована как собака-сторож, однако она всегда предупредит хозяина лаем о приближении человека или животного.
Держать карельскую медвежью собаку лучше всего в вольере. В любом случае ей необходимы длительные ежедневные прогулки, в том числе и без поводка, так как собака очень энергичная. Главная трудность содержания карельской медвежьей собаки заключается в сложности её характера. Как и другие лайки, она очень самостоятельна (вплоть до упрямства), в связи с чем может не всегда повиноваться хозяину. Именно поэтому её не рекомендуется заводить в качестве первой собаки. Держать себя с карельской лайкой нужно достаточно строго, последнее слово всегда должно оставаться за хозяином, но строгость при этом должна быть разумной. На собаку нельзя кричать и её нельзя наказывать, если она не совершила серьёзного проступка. При грамотном воспитании карельская медвежья собака становится преданным компаньоном и другом.